# نقص تنسج المهبل
نقص تنسج المهبل هو النمو غير المكتمل للمهبل. وهو عيب خلقي أو خلل خلقي في الجهاز البولي التناسلي.

## خطورة المرض
نقص تنسج المهبل يمكن أن يختلف في شدته من كون المهبل صغيرًا أو غائبٌ تمامًا.

### عدم تخليق المهبل
عدم وجود المهبل هو نتيجة لعدم التخلق. تشخيصيًا، قد يبدو هذا مشابهًا لانسدا المهبل مثل حالات البكارة الرتقاء، أو أقل شيوعًا، الحاجز المهبلي العرضي.
وكثيرًا ما يرتبط مع متلازمة ماير-روكيتانسكي-كوستنر-هاوزر (متلازمة عدم التخلق المولري)، حيث يكون العرض الأكثر شيوعًا هو عدم وجود الرحم بالتزامن مع عدم وجود المهبل أو وجود مهبل مشوه لا وظيفة له، على الرغم من وجود المبيض والأعضاء التناسلية. ويرتبط أيضا مع عدم تخلق عنق الرحم، حيث يكون الرحم موجودًا بينما لا يوجد عنق الرحم.

## الأسباب
السبب الرئيسي لتلك الحالة هوعدم التخلق المولري ومتلازمة عدم الحساسية الكاملة للاندروجين.

## العلاج
من أجل تسهيل الجماع ، يعتمد العلاج بشكل رئيسي على أساليب التمدد الذاتي (باستخدام اسطوانات داخل المهبل لزيادة حجمه) وإجراء جراحة المهبل التجميلية لإطالة المهبل.
تتمتع أساليب التمدد الذاتي نسبة نجاح عالية، تُقدر ب 75٪، وعادة ما يكون هذا الأسلوب العلاجي هو الخط الأول بسبب انخفاض استخدام الجراحات طفيفة التوغل). عمومًا، تكون معدلات المضاعفات أقل بكثير مع تلك التي تحدث في حالات التمدد مع رأب المهبل.

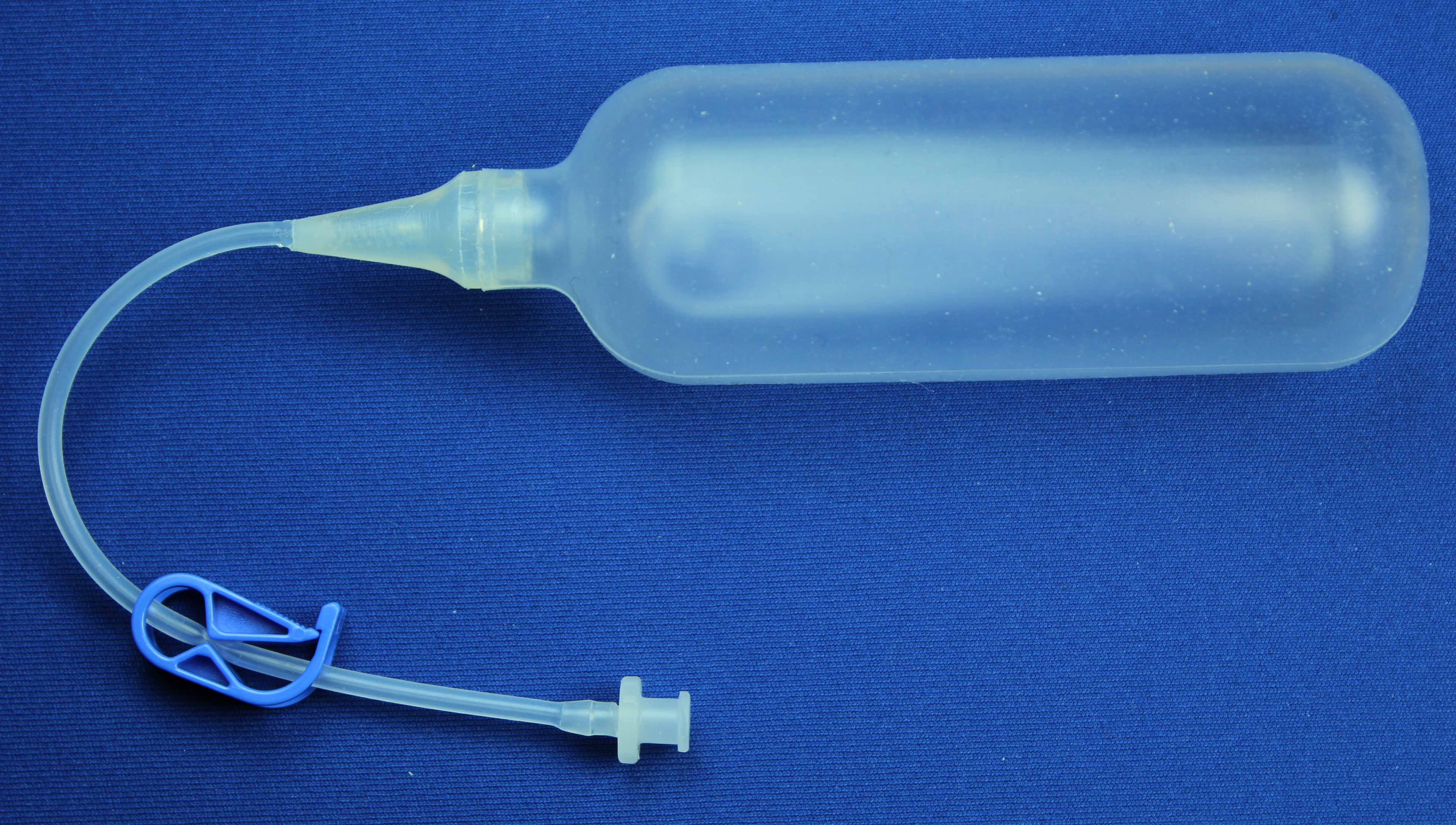
موسع مهبلي ZSI 200 NS قابل للنفخ

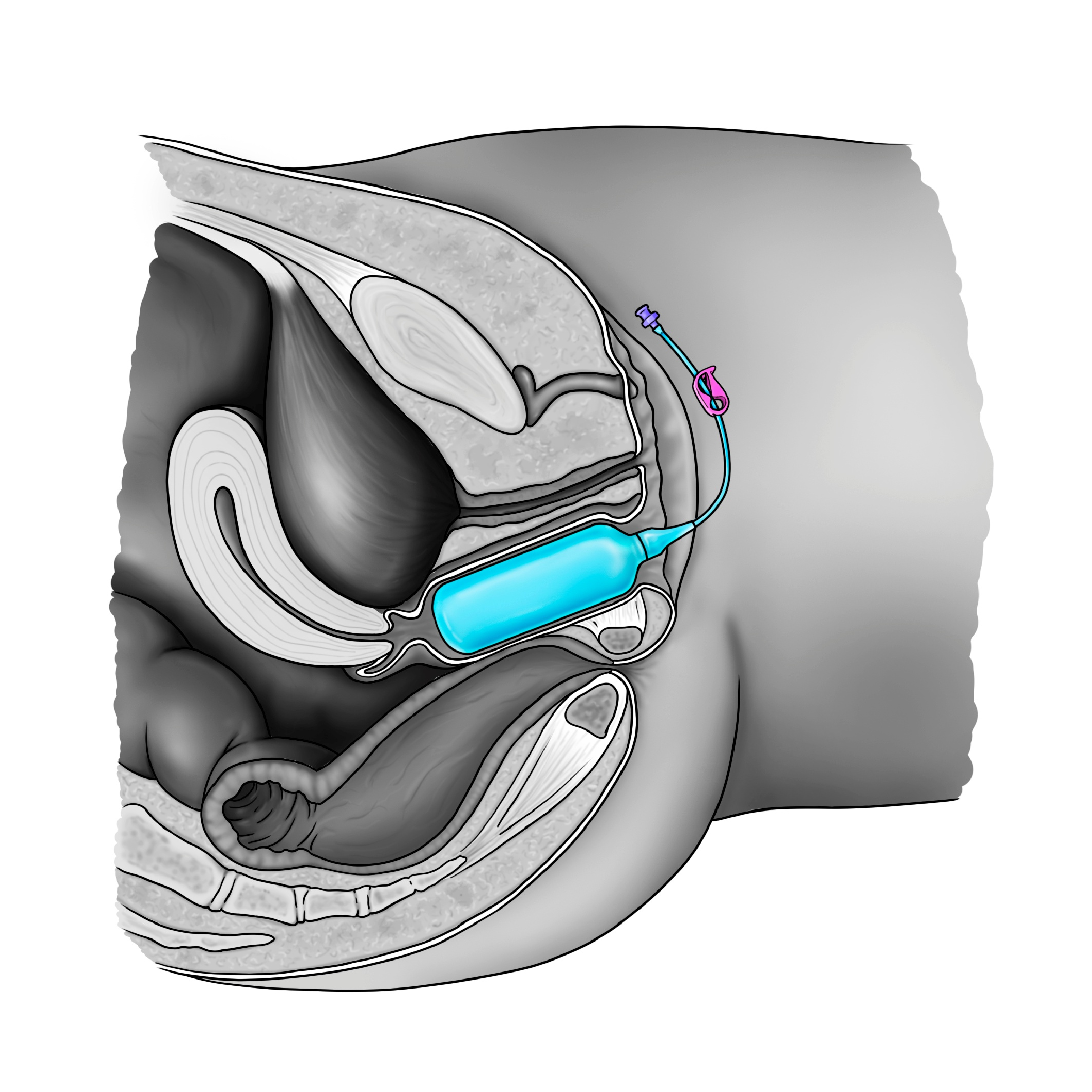
موسع مهبلي ZSI 200 NS قابل للنفخ موضوع داخل مهبل امرأة

يتعين إجراء الجراحة عندما لا يمكن إجراء عمليات التمدد الذاتي، أو حيث يتم تنفيذه ولكن مع نتيجة فاشلة. جراحة رأب المهبل التجميلية يمكن القيام نهى حول الموسع القابل للنفخ الذي يقوم بإبقاء المهبل الجديد مفتوحاً وملاصقاً إلى حائط الحوض بعد العملية، وهو أمر يساعد على تحفيز عملية تكون الأوعية الدموية الجديدة، كما تقلل من خطر تكون ورم دموي. البديل الجراحي الوحيد المناسب هو تقنية فيشيتي. في هذا الإجراء، يتم الضغط على جهاز الضغط على شكل الزيتون نحو التجويف المهبلي من خلال خيط يمر عبر الجلد، وراء المثانة البولية وعظم العانة ويخرج الجلد من الناحية العانية. ويمكن أيضًا إجراء رأب المهبل باستخدام ترقيع الجلد. يبدو أن رأب المهبل الجر مثل تقنية فيشيتي له أعلى معدلات النجاح على حد سواء تشريحيًا (99٪) وظيفيًا (96٪)، في حين أنترقيع الجلد وإجراءات الترقيع المعوية لديها أدنى النتائج الناجحة (83-95٪).
بعد رأب المهبل، تشير الأدلة المتاحة إلى أهمية استمرار استخدام التمدد الذاتي للحفاظ على تجويف المهبل مفتوحًا في فترات الخمول عن الجماع. يمكن استخدام موسع المهبل بشكل متكرر لمنع ضيق المهبل بعد العملية. 

## معدلات الحدوث
تُقدّر حدوث حالات نقص تنسج المهبل في 1 في 4000-5000 لكل ولادة حية. يحدث هذا في كثير من الأحيان دون أن يلاحظه أحد حتى سن المراهقة عندما يحدث الألم أوعدم وجود تدفق الطمث.

## روابط خارجية
- International Birth Defects Information System